# Vid Flumina

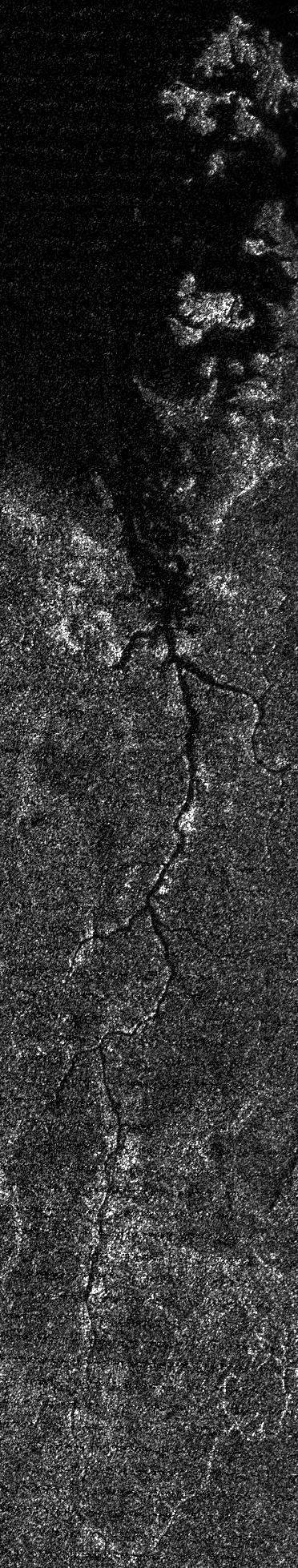
Mosaïque d'images de la région polaire nord de Titan, prises par le radar à synthèse d'ouverture de la sonde Cassinni, mettant en évidence le cours de Vid Flumina.

Vid Flumina est une rivière d'hydrocarbures liquides s'écoulant à la surface de Titan, la plus grosse lune de la planète Saturne.

## Description
Vid Flumina mesure plus de 400 km et se jette dans Ligeia Mare, le 2e plus grand lac d'hydrocarbures de Titan. La rivière suit un cours relativement droit, suggérant qu'elle suit une ou plusieurs failles, de façon similaire à d'autres grandes rivières proches,, à travers un terrain accidenté, peut-être provoqué par des processus analogues aux mouvements tectoniques sur Terre.
Les observations radar montre que Vid Flumina et ses affluents s'écoulent à travers des canyons d'environ 1 km de large et 570 m de profondeur, avec des pente de 40°. Du méthane a été détecté dans les chenaux. L'altitude du chenal principal diffère de moins d'1 m de celle de Ligeia Mare, tandis que celle des affluents est plus élevée. On suppose que les canyons ont été formés par érosion, favorisée par un soulèvement de la région ou un abaissement du niveau de Ligea Mare,.

## Observation
En 2004, la sonde Cassini arrive dans le système de Saturne et entame l'observation de la planète et de ses lunes. Les scientifiques de la NASA, qui pilote la sonde, espèrent alors détecter du méthane liquide à la surface de Titan, du fait de sa basse température et de son atmosphère riche en méthane. Toutefois, les premiers résultats de Cassini sont concentrés sur l'équateur de Titan et ne révèlent aucune trace de lacs ou de rivières.
L'orbite de Cassini est modifiée par la suite, permettant au radar de la sonde de balayer d'autres régions de Titan. L'observation des régions polaires révèlent la présence de zones plates et non-réfléchissantes, similaires aux lacs et cours d'eau terrestres.
En décembre 2012, une équipe internationale menée par Jani Radebaugh (en) annonce la découverte d'une rivière de méthane liquide ressemblant au Nil terrestre sur une image prise le 26 septembre 2012. La région se voit donner le nom de Vid Flumina, indiquant qu'il s'agit d'un ensemble de formations apparentées à un fleuve ou un bassin fluvial ; dans la mythologie nordique, Víd (ou Víð) est l'une des Élivágar, les rivières de Ginnungagap lors de la création du monde.